# 1821 na ciência

## Nascimentos
| Data         | Nome          | Profissão  | Nacionalidade                         | Observações                                                                            | Ref               |
| ------------ | ------------- | ---------- | ------------------------------------- | -------------------------------------------------------------------------------------- | ----------------- |
| 16 de agosto | Arthur Cayley | matemático | Reino Unido da Grã-Bretanha e Irlanda | m. 1895 Prémio Smith 1842 Medalha Real 1859 Medalha Copley 1882 Medalha De Morgan 1884 | [ 1 ] [ 2 ] [ 3 ] |

## Mortes
| Data | Nome | Profissão | Nacionalidade | Observações | Ref |
| ---- | ---- | --------- | ------------- | ----------- | --- |

## Prémios
Medalha Copley
- Edward Sabine[2] e John Herschel[2]